# River Medway
Der River Medway ist ein 112 km langer Fluss im Südosten Englands. 

## Flusslauf
Der River Medway fließt von Turners Hill in West Sussex in nordöstlicher Richtung durch Tonbridge nach Maidstone, biegt dann scharf nach Nordwesten und fließt danach in nördlicher Richtung nach Rochester in Kent, bevor er sich in den Ästuar der Themse entleert.
Das Gebiet ist Standort der kleinen Gruppe der so genannten Medway chambered tombs, einer Sorte von Megalithanlagen oder „Stone chambers“, die nur in Derbyshire und Kent vertreten ist. Unter ihnen sind Kit's Coty House bei Aylesford und der Chestnuts long barrow bei Addington die bekanntesten.
Der Fluss war zunächst nur bis Tonbridge schiffbar, bis 1828 ein Kanal bis Leigh gebaut wurde. Kleine Boote wie z. B. Kanus können gelegentlich bis Penshurst fahren. Die 31 km lange Strecke von Leigh bis Allington wird Medway Navigation genannt. Der Medway mündet am Garrison Point, zwischen der Isle of Sheppey und der Isle of Grain in das Mündungsgebiet der Themse.
Der River Medway teilt die Grafschaft Kent in zwei Teile. Früher wurde der westliche Teil (West Kent) von Maidstone aus verwaltet; die Einwohner wurden Kentishmen genannt. Der östliche Teil (East Kent)  wurde von Canterbury aus verwaltet, die Einwohner waren als Men of Kent bekannt. Die beiden Teile wurden 1814 zur Grafschaft Kent vereinigt, deren Verwaltungssitz Maidstone ist.
Im Juni 1667 fand im Mündungsgebiet des Flusses der Überfall im Medway im Zuge des Englisch-Niederländischen Krieges statt.
1942 verlegte man als Test für die Operation PLUTO die weltweit erste Unterwasser-Pipeline auf dem Grund des Medway.